# 3501 Olegiya
3501 Olegiya је астероид главног астероидног појаса. Приближан пречник астероида је 20,81 ,
а средња удаљеност астероида од Сунца износи 2,923 астрономских јединица (АЈ).
Инклинација (нагиб) орбите у односу на раван еклиптике је 4,992 степени, а орбитални период износи 1826,144 дана (4,999 године). Ексцентрицитет орбите астероида износи 0,084.
Апсолутна магнитуда астероида износи 11,60 а геометријски албедо 0,093.
Астероид је откривен 18. августа 1971. године.